# سیمارگل ایر کمپانی
سیمارگل ایر کمپانی (به انگلیسی: Simargl Air Company) یک شرکت هواپیمایی است که در تاریخ ۱۹۹۷ میلادی تأسیس شده است.
دفتر مرکزی سیمارگل ایر کمپانی در استاوروپول واقع شده‌است و قطب این شرکت هواپیمایی در نعلچیک قرار دارد.